# Emanoil Protopopescu-Pake
Emanoil Protopopescu-Pake, cunoscut și sub numele Pache Protopopescu (n. 12 februarie 1845, București, Țara Românească – d. 28 aprilie 1893, București, România), a fost un primar al Bucureștiului și deputat independent conservator, membru al Grupului fondator al tezelor Partidului Național Liberal.
Născut în „Mahalaua Negustori”, era fiul lui Iancu, protopop și preot la Biserica Sfântul Gheorghe Nou, de unde și numele „Protopopescu”. La 1855 este înscris în colegiul național de la Sf. Sava. I se spunea Pake de la Lake. Lake, abreviat din Mano-lake, era pronunțat Pake de micul copil Emanoil.  

## Biografie
Emanoil Protopopescu a urmat temeinice studii juridice, fiind doctor în drept al universităților din Paris, Bruxelles și Geneva.
Timp de nouă ani (1879 – 1888) a fost profesor de drept la Școala Comercială (care se numește astăzi Școala Superioară Comercială „N. Krețulescu”) din București (al cărei director a fost pentru o scurtă perioadă, în anul 1881), funcție la care a renunțat în aprilie 1888 pentru calitatea de primar al Capitalei, pe care a exercitat-o până în decembrie 1891. Activitatea edilitară nu l-a îndepărtat de Școala Comercială, el având o contribuție esențială la ridicarea edificiului instituției.
În mai 1876 este numit prefect al poliției capitalei. Pake Protopopescu debutează la prefectura poliției cu oarecari măsuri organizatoare. Între altele ia măsuri contra prostituției și obligă ca femeile înregistrate să circule pe stradă cu un semn distinctiv, o lentă (panglică lată) în eșarfă. De asemenea, toate casele de toleranță să aibă la intrare un număr mare, lesne de văzut de departe, și un felinar roșu. Pe vremuri s-au făcut multe zeflemele asupra acestor inovațiunii care, de altfel, nu s-au putut împământeni.

### Activitatea de primar
Este considerat unul din cei mai buni primari ai Bucureștiului, fiind cel care a modernizat orașul: a deschis noi linii de tramvai, a reorganizat lucrul primăriei ș.a. În numai 3 ani a contribuit foarte mult la „europenizarea” orașului prin impunerea unor reguli arhitecturale foarte riguroase, de construire. În vremea sa s-au realizat axele nord-sud și est-vest, construindu-se principalele bulevarde, dar și 28 de școli, școala de comerț de pe strada Domnița, Morga, un azil de noapte cu 40 de locuri, serviciul gratuit de transport cu trăsura al bolnavilor la spital și al morților la morgă. Tot el a introdus iluminatul electric pe bulevardul principal și a amenajat Cișmigiul cu fântâna care reprezenta o copie după acea de la Saint-Cloud, realizată de cel mai ilustru arhitect al lui Ludovic al XIV-lea (1661-1715). De asemenea au fost pavat cu piatră și bolovani numeroase străzi și trotuare.
Pake-Protopopescu a reușit să finalizeze în anul 1890 prelungirea fostului bulevard al Orizontului (bulevard al cărui nume a fost schimbat în „Pache Protopopescu” la ordinul unui alt edil al capitalei, Nicolae Filipescu). În scurtul său mandat, Emanoil Protopopescu-Pake a acordat o atenție deosebită învățământului, în 1889 inaugurând 28 de școli în București, printre care și actualul Colegiu Național „Gheorghe Lazăr”. Printre principalele planuri de modernizare ale Capitalei s-a aflat și transportul în comun, căruia primarul i-a acordat o atenție deosebită. S-a lucrat intens la acea vreme pentru extinderea rețelei de tramvai, dar și pentru impunerea unor reguli civilizate de transport.
Emanoil Protopopescu-Pake a murit la doar 48 de ani, din cauza unei pietre la ficat „care a rupt vezica fierei și a căzut în pântece unde a făcut puroi”. Este înmormântat în Cimitirul Bellu.

## Omagieri
În anul 1903 a fost realizat un monument de către sculptorul Ion Georgescu, din marmură albă de Carrara, care a fost demolat în anul 1948 de autoritățile comuniste (Partidul Comunist Român).
În prezent, un bulevard din sectorul 2 al capitalei îi poartă numele.
Clubul de dezbateri al Colegiului Național „Mihai Viteazul” din București îi poartă numele.

## Legături externe
- Materiale media legate de Monitorul Primăriei București 1888 la Wikimedia Commons
- Materiale media legate de Monitorul Primăriei București 1889 la Wikimedia Commons
- Materiale media legate de Monitorul Primăriei București 1890 la Wikimedia Commons
- Materiale media legate de Monitorul Primăriei București 1891 la Wikimedia Commons
- Materiale media legate de Monitorul Primăriei București ianuarie 1892 la Wikimedia Commons
- Sava, Emilia (5 aprilie 2011). „Povestea «primarului-minune» care a făcut primele trotuare și a adus telefonul în Capitală. Vezi despre cine este vorba!”. Adevărul. Accesat în 16 iulie. Parametru necunoscut |anaccesare= ignorat (ajutor); Verificați datele pentru: |access-date= (ajutor)
- Povești din București, 2 iunie 2012, Rodica Mandache, Jurnalul Național
- Pake-Protopopescu, "întâiul primar bun al Bucureștilor", 27 aprilie 2012, Lucian Pricop, Jurnalul Național